# Aleksander I Macedoński
Aleksander I (gr. Αλέξανδρος Aléksandros, zwany Bogatym, a także Philhellenem – miłośnikiem Hellady lub Hellenofilem) – król Macedonii z rodu Argeadów. Za jego panowania Macedonia w oparciu o perską protekcję rozwijała się gospodarczo i terytorialnie. Choć Aleksander aż do wycofania się Persów z Europy pozostawał ich wiernym sojusznikiem, potajemnie wspomagał walczących Greków przeciw perskiemu najeźdźcy. Na krótki czas udało mu się również uczynić Macedonię lokalną potęgą, jednakże tuż po jego śmierci krajem zaczęły targać liczne wojny oraz konflikty w łonie rządzącej dynastii.

## Pod perską protekcją

Wojny grecko-perskie

Aleksander odziedziczył tron po śmierci swojego ojca Amyntasa I. To właśnie ojciec Aleksandra w roku 510 podporządkował się Wielkiemu Królowi, stając się królem zależnym, a swe państwo czyniąc częścią Persji. W stosunkach z potężnym sąsiadem Aleksander podobnie jak jego poprzednik wykazywał się pragmatyzmem, rozumiejąc że wszelki opór przeciw nowemu panu nie ma sensu. Za swą wierność wobec Króla został wynagrodzony oddaniem pod jego zwierzchność krain tzw. Górnej Macedonii (Justynus VII 4, 1). Terytoria te nie zostały przyłączone do królestwa Macedonii, gdyż zachowały one własne monarchie. Aleksander zajmował jedynie stanowisko pierwszego wśród równych wobec królów nad którymi sprawował władzę z ramienia perskiego władcy. Król Macedonii starał się jak najbardziej wykorzystać swoją dogodną pozycję na styku dwóch światów; greckiego i perskiego. Wykorzystując swoje kontakty z rządzącym w Tesalii rodem Aleuadów (pomogło mu w tym wspólne pochodzenie od Heraklesa, gdyż Aleuadzi, tak jak i Argeadzi, wywodzili swój ród od tego herosa), by pozyskać ich jako stronników Persji. W służbie perskiej Aleksander kilkakrotnie występował jako wysłannik Króla Królów wśród greckich polis. Jego właśnie Mardoniusz wysłał wiosną 479 do Aten z zakończoną jednak niepowodzeniem misją przekonania Ateńczyków, by ci porzucili sprawę grecką i sprzymierzyli się z Persją. Do Beocji wsysał znamienitych Macedończyków, którzy sprawowali zarząd z ramienia Persji nad kilkoma tamtejszymi polis. W czasie najazdu ma Grecję Aleksander posłusznie zapewnił perskiej armii aprowizację a także dostarczył oddziałów jazdy (sam służył w jeździe pod rozkazami Persa Artabazosa) i lekkozbrojnych. Jednak w przeddzień bitwy pod Platejami przybył do greckiego obozu z ostrzeżeniem przed planowanym na następny dzień ataku Persów i zmianach w ustawieniu ich oddziałów. W czasie samej bitwy umknął z placu boju na północ wraz ze swym perskim dowódcą.

## Po bitwie pod Platejami
Po powrocie do Macedonii Aleksander zaczął pospiesznie gromadzić armię. Wraz z nią podążał śladem wycofujących się Persów zajmując Krestonię, Mygdonię i Bisaltię. Dopóki nie zdobył pewności, że Persowie nie powrócą już do Europy, unikał starcia z ich siłami, ograniczając się jedynie do zajmowania opuszczanych przez nich (i nie przygotowanych do obrony) krain. Dopiero w roku 477 zdobył perską bazę w miejscowości Dziewięć Dróg (późniejsza Amfipolis), biorąc do niewoli kilku znamienitych Persów. Ze zdobytych łupów ufundował w Delfach i Olimpii złote posągi opatrzone napisem "pierwociny z łupów zdobytych na Medach". Po zniknięciu perskiego zagrożenia Ateny ze sprzymierzeńca stały się konkurentem. W roku 476/475 ateński wódz Kimon zdobył Ejon – port miasta Dziewięć Dróg, a następnie samo miasto odebrali Aleksandrowi traccy Edonowie. Za rozwojem terytorialnym państwa w czasach panowania Aleksandra, który część ziem otrzymał z rąk Persów, a w późniejszym czasie wykorzystał szansę i zajmował opuszczane przez nich ziemię, postępując w ślad za ich wycofującymi się siłami, nie szedł wzrost potencjału militarnego państwa. Około roku 462 Edonowie wyparli Aleksandra z dorzecza Strymonu, a połowie V w. zagarnęli także kopalnie srebra w okolicach Teodoraki.

## Rozwój Macedonii za Aleksandra
Krocząc za wycofującymi się Persami, Aleksander opanował kopalnię złota w okolicach Kiliks, tereny nad rzeką Edonos, skąd wydobywano złoty piasek, a także złoża srebra w okolicach Teodoraki, przynoszące mu jeden talent srebra dziennie. Dzięki tym nabytkom Aleksander jako pierwszy z królów macedońskich uzyskał środki pozwalające mu na bicie monet. Początkowo były to monety bite przez podbitych przez Aleksandra Bisaltów. Aleksander umieścił na nich wizerunek kozy z głową zwróconą do tyłu wraz z mężczyzną kroczącym obok konia. Na rewersie znajdował się podzielony na czworo prostokąt, wokół którego rozciągał się napis "Aleksandra" (domyślnie moneta). Na monetach ośmiodrachmowych, bitych już przez Aleksandra, pojawiło się po raz pierwszy jego godło - jeździec (być może sam Aleksander) w macedońskim kapeluszu obwiązanym diademem trzyma włócznię o szerokim ostrzu (służącą do polowań), a przy koniu biegnie pies. Na rewersie znajdował się wizerunek kozy. W niektórych edycjach monet ośmiodrachmowych pojawił się także wizerunek trackiego boga Resosa (w granicach państwa Aleksandra znaleźli się bowiem Trakowie). W początkowym okresie panowania Aleksander przyjął stopę pieniądza sprzyjającą wymianie handlowej z Atenami, później zmienił ją na odpowiadającą bardziej wymianie z Rodos i Chios.

## Aleksander a Grecy
Aleksander kilkakrotnie odgrywał rolę perskiego przedstawiciela wśród miast greckich. Szczególne stosunki łączyły go w tym okresie z Atenami. Otrzymał on od Ateńczyków honorowy tytuł proxenes, czyli oficjalnego przedstawiciela interesów jakiegoś państwa w innym; tu Aten w Macedonii. Niektórzy historycy wiążą otrzymanie tego tytułu z budową w 482/481 na wniosek Temistoklesa stu trier. Drewna na ich budowę mógł dostarczyć właśnie Aleksander, gdyż inne tereny, z których Ateńczycy mogliby pozyskać odpowiednie drewno – Tracja lub Tazos – kontrolowane były przez flotę perską. Znane były także tajne wskazówki i dobre rady, jakich udzielał Grekom w czasie ich wojen z Persją. Gdy greckie wojska przybyły do Tesalii na wezwanie tamtejszych polis przeciwnych properskiej polityce Aleuadów, Aleksander ostrzegł blokujących dolinę Tempe (przez którą prowadziła droga z Macedonii do Tesalii, a tym samym była to potencjalna droga przez którą mogli wtargnąć do Grecji Persowie) o okrężnych drogach, dzięki którym perska armia mogłaby ich okrążyć.
Dwór macedoński przyciągał wielu znanych Greków. Odwiedził go Pindar i Bakchylides z Keos. Przebywał na nim również Herodot z Helikarnasu, który w swoim dziele opisał argwijskie pochodzenie swego gospodarza. W Macedonii szukał schronienia ścigany Temistokles, którego Aleksander ugościł w Pydnie, a następnie dopomógł w podróży do Azji Mniejszej. Aleksander sam uważał się za Greka. Około roku 500 wziął udział w Igrzyskach w Olimpii. Tam inni uczestnicy zakwestionowali jego greckie pochodzenie, by nie dopuścić go do zawodów. Sprawę przedstawiono sędziom zawodów, którzy potwierdzili argiwskie pochodzenie Aleksandra. Wydarzenie to jest przez część historyków interpretowane jako potwierdzenie barbarzyńskiego pochodzenia Aleksandra. Oskarżają go oni o przekupienie sędziów bądź sfałszowanie rodowodu. Macedończyk wygrał bieg na jeden stadion, a być może powtórzył ten wyczyn na następnych igrzyskach. Mając w pamięci swoje pochodzenie, Aleksander przyjął około roku 468 wygnanych mieszkańców Myken, miasta, w którym ongiś panował ród z którego wywodził się Aleksander.
Aleksander nadał starej instytucji "towarzyszy" (hetajroj), szlachetnie urodzonych ziemian służących królowi, trwałą postać oddziałów kawaleryjskich, słynnych hetajrów konnych. Wydaje się również możliwe, że także on stworzył równorzędną jednostkę piechoty - "piesi towarzysze", czyli pezetajroj, przyznając im spore nadziały ziemi na zdobycznych ziemiach. Zapewniał w ten sposób sobie lojalność i bezpieczeństwo na nowych granicach.

## Sprawa sukcesji po śmierci Aleksandra
Aleksander zginął zamordowany około roku 452. Pozostawił po sobie pięciu synów, pochodzących z przynajmniej dwóch małżeństw. O sukcesji wewnątrz rodu królewskiego decydowało Zgromadzenie Macedończyków. Zwykle obierali oni na króla najstarszego syna zmarłego władcy (panowało przekonanie, że łaska bogów przekazywana jest z ojca na syna). Postępowanie takie nie było jednak prawem, a jedynie zwyczajem. Zgromadzenie, obawiając się wybuchu wojny między braćmi, postanowiło przydzielić trzem spośród nich udzielne księstwa. Prawdopodobnie najstarszym z braci był Filip, któremu przypadły najbogatsze ziemie (Amfaksitis). Młodszy od niego był Alketas, z kolei Perdikkas był najmłodszym z całej trójki. Pozostali dwaj bracia byli jeszcze młodsi. Inną wersję sukcesji po śmierci Aleksandra przytacza Platon w swoich Dialogach (Gorgiasz). Według niego po Aleksandrze tron objął Alketas (i to on był najstarszym synem), który po sześciu latach panowania padł ofiarą morderstwa.